# 死亡咖啡館
死亡咖啡館（英語：Death Cafe）是一種在開放場合談論死亡的非營利聚會活動，聚會者可以一邊享用茶點，一邊談論死亡理念、態度、葬禮財務規劃等話題，但不提供心理諮商和推銷的服務。 其目的是希望藉由公開討論的方式，來降低人們對死亡的恐懼，並以正面積極的態度來面對死亡，使人生能夠活得更有尊嚴和意義。
這個概念是源自瑞士社會學家和人類學家伯納德·克瑞塔茲（Bernard Crettaz）在2004年創立的「死亡咖啡館」（café mortel）座談，之後陸續在法國、英國、美國、澳洲、加拿大、香港、台灣等多國城市受到關注。 據英國官方網站的統計，至2014年7月爲止，全球已有19個國家舉辦超過1,000場的「死亡咖啡館」聚會。

## 台灣
台灣自2014年開始由郭慧娟引進並開始舉辦第一場的死亡咖啡館，至2022年止舉辦超過700場以上，每場沒有年齡上的限制，從最小7歲至98歲都有人參加，地點上並沒有特別挑選方式，包含咖啡館、學校、基金會、書店都有舉辦過的蹤跡，甚至邀請殯葬公司進行探討(如金寶山、龍巖 (公司))，談論的內容主要圍繞生命議題，許多網路上探討晚年醫療問題、臨終死亡的恐懼、葬禮儀式的選擇等等，這樣的集會讓參與的人可以談論台灣過往忌諱的死亡話題，直面死亡焦慮，將談論死亡轉變為一種愛的形式以及生命的探索
| 名稱與場次                   | 舉辦日期   | 地點               | 參與人員或機構 |
| 台灣第一場死亡咖啡館         | 2014/10/24 | 台中叛逆因子咖啡館 | 一般民眾       |
| 台灣第二場死亡咖啡館         | 2014/11/6  | 金寶山玫瑰園       | 金寶山從業人員 |
| 台灣第一百二十二場死亡咖啡館 | 2016/11/26 | 龍巖營業處         | 龍巖從業人員   |

## 延伸閱讀
- Bernard Crettaz. . Geneva: Labor et fides. 2010. ISBN 9782830913903 （法语）.

## 外部連結
- Deathcafe.com （页面存档备份，存于）（英文）
- Totentanz Café.de （页面存档备份，存于）（德文）